# Il fantasma dell'opera
The Phantom of the Opera (Italiaans: Il fantasma dell'opera) is een Italiaans-Hongaarse horror/dramafilm uit 1998 van regisseur Dario Argento.
De film is een losse interpretatie van de roman Het spook van de opera van Gaston Leroux.

## Verhaal
In 1877 wordt de Parijse opera geplaagd door incidenten waarbij reeds verschillende medewerkers om het leven kwamen. Er gaan geruchten rond dat een spook door de catacomben onder de opera zou dwalen. Ondertussen repeteert de jonge sopraan Christine Daaé (Argento) voor haar rol in Faust, onopgemerkt geobserveerd door het spook (Sands) dat gefascineerd is door haar schoonheid en talent. Dit uit hij door het schenken van kleine attenties. Christine, die verliefd is op Burggraaf Raoul De Chagny (Di Stefano), wordt geïntrigeerd door het spook. Deze is nu vastbesloten van haar een diva te maken, maar daarvoor moet eerst de hinderlijke Carlotta (Rinaldi) uit de weg geruimd, daar deze steeds de belangrijkste rollen te vertolken krijgt.

## Rolverdeling
| Acteur                   | Personage               |
| ------------------------ | ----------------------- |
| Julian Sands             | het Fantoom             |
| Asia Argento             | Christine Daaé          |
| Andrea Di Stefano        | Raoul, Baron de Chagny  |
| Nadia Rinaldi            | Carlotta Altieri        |
| Coralina Cataldi-Tassoni | Honorine                |
| István Bubik             | Ignace, de rattenvanger |
| Lucia Guzzardi           | Madame Giry             |
| Aldo Massasso            | Pourdieu                |
| Zoltan Barabas           | Poligny                 |
| Gianni Franco            | Montluc                 |
| David D'Ingeo            | Alfred                  |
| Kitty Kéri               | Paulette                |
| John Pedeferri           | Dr. Princard            |
| Leonardo Treviglio       | Jerome De Chagny        |
| Massimo Sarchielli       | Joseph Buquet           |